# Nephargynnis euoe
Nephargynnis euoe är en fjärilsart som beskrevs av Fox och Forbes 1971. Nephargynnis euoe ingår i släktet Nephargynnis och familjen praktfjärilar. Inga underarter finns listade i Catalogue of Life.